# 夏月 (駆逐艦)
夏月（なつづき）は、日本海軍の駆逐艦。秋月型駆逐艦の11番艦である。計画番号順では後に「花月」が続くが、竣工としては秋月型で最後となった。艦名は「夏の月」の意味。

## 艦歴
1941年（昭和16年）の戦時急造計画（マル急計画）仮称第364号艦。佐世保海軍工廠で1944年（昭和19年）5月1日に起工。同年12月2日に進水。1945年（昭和20年）4月8日に竣工し、呉鎮守府籍となった。当初は三菱長崎造船所で建造される予定であったが、線表改訂により佐世保での建造に変更された。また、当初は昭和20年3月末の竣工予定だったが、機銃の入手遅延により竣工期日が遅れた。
就役後、訓練部隊の第十一水雷戦隊（司令官高間完海軍少将）に編入。4月20日に残工事を終え、翌4月21日に瀬戸内海に向けて出港する所、工事の都合により出港予定日は4月23日、4月24日と繰り下げられ、4月25日に瀬戸内海に到着して訓練を開始した。5月20日付で第三十一戦隊（鶴岡信道少将）、軽巡洋艦「北上」、駆逐艦「波風」とともに海上挺進部隊を編成し、次いで5月25日付で第四十一駆逐隊に編入される。この間の5月3日には第十一水雷戦隊の臨時旗艦を務めた。
6月16日、六連島灯台の193度3,100 m地点で触雷し小破。佐世保に曳航の上、佐世保海軍工廠で7月1日から25日の間修理を行った。終戦を門司で迎えた。「夏月」は竣工時点で終戦まで4ヵ月ほどであり、大規模な戦闘には参加出来なかった。
10月5日、除籍。その後は復員輸送艦となる。横須賀で特別保管艦として係留の後、1947年（昭和22年）8月25日に浦賀で賠償艦としてイギリスに引き渡されるが、直ちに浦賀船渠に売却された。「夏月」は9月3日に特別輸送艦の指定を解かれた。9月10日から解体が開始され、翌年3月1日に完了した。

## 歴代艦長
※脚注なき限り『艦長たちの軍艦史』360頁による。

### 艤装員長
1. 西野繁 中佐：1945年2月15日 - 1945年4月8日[20]

### 駆逐艦長
（注）1945年12月20日以降は「艦長」。
1. 西野繁 中佐/第二復員官/第二復員事務官/復員事務官：1945年4月8日 - 1946年12月28日[22]、以後1947年8月5日まで艦長を置かず。
2. 松下寛 復員事務官：1947年8月5日[23] - 1947年9月5日[24]